# Egerág
Egerág è un comune dell'Ungheria di 1.009 abitanti (dati 2008) situato nella contea di Baranya, nella regione Transdanubio Meridionale.